# Студениці
Студениці (словен. Studenice) — поселення в общині Польчане, Подравський регіон‎, Словенія.